# 胡舜胤
胡舜胤（1556年—1622年），本名昌陳，字明祚，號玄毓，江西饒州府餘干縣西門口胡家人，明朝政治人物。

## 生平
胡舜胤自幼聪慧，萬曆甲午（1594年）江西鄉試六十一名舉人，萬曆三十八年（1610年）庚戌科會試二百三十三名，第三甲第一百八十四名進士。吏部觀政，授浙江桐鄉縣知縣，四十五年陞南京大理寺評事，升寺正。累官刑禮二部郎中，出為福建僉事。

## 家族
曾祖胡吉洪，壽官；祖胡來琛，庠生；父胡大章，正貢；母張氏；繼母段氏。永感下。兄光陳（省祭）；欽孟（貢士）。弟敬中；夢鯉（庠生）；際亨（省祭）；胡继詮（丁酉舉人）；胡繼美（同榜進士）；希祖（廩例監生）；拱化（監生）。子何愧；何怍；何欺；何歉。